# Fethia Bekhedda
Fethia Bekhedda, née le 9 juillet 1990, est une footballeuse internationale algérienne évoluant au poste de défenseur. Elle a joué pour l'Algérie lors de la Coupe d'Afrique des Nations 2018, disputant trois matchs,.